# Kim Byung-Uk
Kim Byung-Uk es un deportista surcoreano que compitió en taekwondo.
Ganó una medalla de plata en el Campeonato Mundial de Taekwondo de 1999, y una medalla de oro en el Campeonato Asiático de Taekwondo de 1998. En los Juegos Asiáticos de 1998 consiguió una medalla de oro.

## Palmarés internacional
| Campeonato Mundial  | Campeonato Mundial           | Campeonato Mundial | Campeonato Mundial |
| Año                 | Lugar                        | Medalla            | Categoría          |
| ------------------- | ---------------------------- | ------------------ | ------------------ |
| 1999                | Edmonton (Canadá)            | Medalla de plata   | –72 kg             |
| Juegos Asiáticos    |                              |                    |                    |
| Año                 | Lugar                        | Medalla            | Categoría          |
| 1998                | Bangkok (Tailandia)          | Medalla de oro     | –70 kg             |
| Campeonato Asiático |                              |                    |                    |
| Año                 | Lugar                        | Medalla            | Categoría          |
| 1998                | Ciudad Ho Chi Minh (Vietnam) | Medalla de oro     | –70 kg             |